# 하운즐로

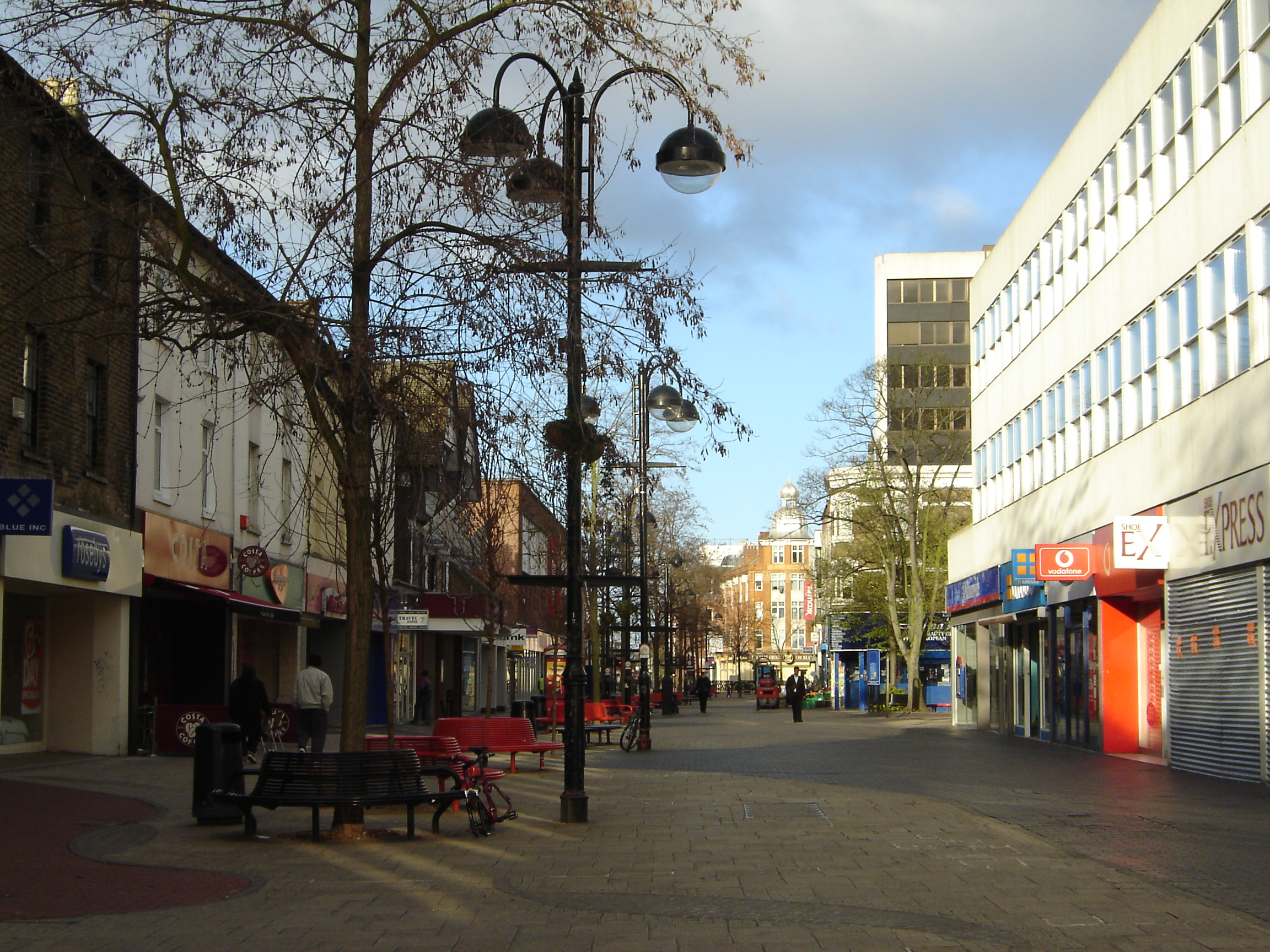
하이 스트리트의 모습

하운즐로(Hounslow)는 잉글랜드 런던 하운즐로구에 위치한 지구이다.

## 교통
런던 지하철 하운즐로 웨스트 역, 하운즐로 센트럴 역, 하운즐로 이스트 역이 지나간다.